# Darapsa
Darapsa is een geslacht van vlinders uit de onderfamilie Macroglossinae van de familie pijlstaarten (Sphingidae).

## Soorten
- Darapsa choerilus (Cramer, 1779)
- Darapsa myron (Cramer, 1779)
- Darapsa versicolor (Harris, 1839)